# Tihi ocean
Tíhi oceán, znan tudi kot Pacífiški oceán ali Pacífik (iz španske besede Pacífico, ki pomeni miren, spokojen) je največje vodno telo na svetu, saj s 165,2 milijoni km2 pokriva kar tretjino površine Zemlje.

## Geografija
Tihi ocean se razteza od Beringovega morja na Arktiki na severu do 15.500 km oddaljenih ledenih robov Rossovega morja ob Antarktiki na jugu, največjo širino v smeri vzhod-zahod pa doseže na približno 5° severne zemljepisne širine, kjer sega od Indonezije do 19.800 km oddaljene kolumbijske obale. Zahodno mejo oceana pa pogosto postavljajo v Melaški preliv. V Tihem oceanu leži najgloblja točka Zemljine površine, skoraj 11 km globok Marijanski jarek.
V Tihem oceanu je več kot 25.000 otokov, kar je več kot skupno število otokov v vseh preostalih svetovnih oceanih, večina od njih pa leži južno od ekvatorja (glej tudi: Pacifiški otoki).
Ob razčlenjenih obalah Tihega oceana ležijo mnoga morja, največja med njimi so Celebeško morje, Koralno morje, Vzhodnokitajsko morje, Japonsko morje, Sulujsko morje, Tasmanovo morje in Rumeno morje. Melaški preliv povezuje Tihi ocean z Indijskim na zahodu, Magellanov preliv pa z Atlantikom na vzhodu.
Tihi ocean je tako poimenoval portugalski raziskovalec Ferdinand Magellan, saj je bil na večini njegove plovbe od Magellanovega preliva do Filipinov res miren. Vendar Tihi ocean ni vedno miren in tih. Ob njegove obale butajo številni tajfuni in hurikani, v deželah ob Pacifiškem ognjenem obroču pa je polno ognjenikov in jih pogosto stresajo potresi. Cunamiji, ki jih povzročajo podvodni potresi, so opustošili mnoge otoke in izbrisali cela naselja.

### Države in teritoriji, ki obdajajo Tihi ocean

#### Neodvisne države
- Argentina
- Avstralija
- Bahrajn
- Kambodža
- Kanada
- Čile
- Ljudska republika Kitajska1
- Kolumbija
- Kostarika
- Ekvador
- Salvador
- Mikronezija
- Fidži
- Gvatemala
- Honduras
- Indonezija
- Japonska
- Kiribati
- Severna Koreja
- Južna Koreja
- Malezija
- Marshallovi otoki
- Mehika
- Nauru
- Nikaragva
- Nova Zelandija
- Palav
- Panama
- Papua Nova Gvineja
- Peru
- Filipini
- Rusija
- Samoa
- Singapur
- Salomonovi otoki
- Tajvan1
- Tajska
- Vzhodni Timor
- Tonga
- Tuvalu
- ZDA
- Vanuatu
- Vietnam

1 Status Kitajske in Tajvana je predmet spora.

#### Teritoriji
- Ameriška Samoa (ZDA)
- Bakerjev otok (ZDA)
- Clipperton (Francija)
- Cookovi otoki (Nova Zelandija)
- Ozemlje otokov Koralnega morja (Avstralija)
- Francoska Polinezija (Avstralija)
- Gvam (ZDA)
- Hongkong (Kitajska)
- Howlandov otok (ZDA)
- Jarvisov otok (ZDA)
- Johnstonov atol (ZDA)
- Kingman Reef (ZDA)
- Makav (Kitajska)
- Midwayski atol (ZDA)
- Nova Kaledonija (Francija)
- Niue (Nova Zelandija)
- Otok Norfolk (Avstralija)
- Severni Marijanski otoki (ZDA)
- Atol Palmira (ZDA)
- Pitcairn (ZK)
- Tokelav (Nova Zelandija)
- Wallis in Futuna (Francija)
- Otok Wake (ZDA)

### Otoki
V spodnji tabeli so navedeni največji otoki v Tihem oceanu, s površino večjo od 10.000 km2.
| Ime             | Površine (km2) | Države                               | Prebivalstvo | Gostota prebivalstva | Celina                | Podregija                   |
| --------------- | -------------- | ------------------------------------ | ------------ | -------------------- | --------------------- | --------------------------- |
| Nova Gvineja    | 785.753        | Indonezija in Papuanska Nova Gvineja | 7.500.000    | 9,544                | Oceanija / Avstralija | Melanezija                  |
| Honšu           | 227.960        | Japonska                             | 103.000.000  | 451,8                | Azija                 | Vzhodna Azija               |
| Sulavezi        | 174.600        | Indonezija                           | 18.455.000   | 105,7                | Azija                 | Jugovzhodna Azija           |
| Južni otok      | 150.437        | Nova Zelandija                       | 1.135.500    | 7,5                  | Oceanija              | Polinezija                  |
| Severni otok    | 113.729        | Nova Zelandija                       | 3.749.200    | 33,0                 | Oceanija              | Polinezija                  |
| Luzon           | 109.965        | Filipini                             | 48.520.000   | 441,2                | Azija                 | Jugovzhodna Azija           |
| Mindanao        | 104.530        | Filipini                             | 25.281.000   | 241,9                | Azija                 | Jugovzhodna Azija           |
| Tasmanija       | 90.758         | Avstralija                           | 514.700      | 5,671                | Oceanija / Avstralija | Avstralazija                |
| Hokaido         | 77.981         | Japonska                             | 5.474.000    | 70,2                 | Azija                 | Vzhodna Azija               |
| Sahalin         | 72.492         | Rusija                               | 580.000      | 8,001                | Azija                 | Severna Azija               |
| Tajvan/Formoza  | 35.883         | Tajvan/Ljudska republika Kitajska    | 23,000,000   | 641                  | Azija                 | Vzhodna Azija               |
| Kjušu           | 35.640         | Japonska                             | 13.231.000   | 371,2                | Azija                 | Vzhodna Azija               |
| Nova Britanija  | 35.145         | Papuanska Nova Gvineja               | 513.926      | 14,62                | Oceanija              | Melanezija                  |
| Vancouvrov otok | 31.285         | Kanada                               | 759.366      | 24,27                | Severna Amerika       | severni del Severne Amerike |
| Šikoku          | 18.800         | Japonska                             | 4.141.955    | 220,3                | Azija                 | Vzhodna Azija               |
| Grande Terre    | 16.648         | Nova Kaledonija (Francija)           | 208.709      | 12,54                | Oceanija              | Melanezija                  |
| Palawan         | 12.189         | Filipini                             | 43.000       | 35,28                | Azija                 | Jugovzhodna Azija           |
| Havaji          | 10.434         | Združene države Amerike              | 185.079      | 17,74                | Oceanija              | Polinezija                  |
| Viti Levu       | 10.388         | Fidži                                | 600.000      | 56,97                | Oceanija              | Melanezija                  |

## Največja morja v Tihem oceanu
Največja morja so:
- Avstralsko Mediteransko morje – 9.080 milijonov km2
- Filipinsko morje – 5.695 milijonov km2
- Koralno morje – 4.791 milijonov km2
- Čilsko morje – 3.6 milijonov km2
- Južnokitajsko morje – 3.5 milijonov km2
- Tasmanovo morje – 2.3 milijonov km2
- Beringovo morje – 2 milijonov km2
- Ohotsko morje – 1.583 milijonov km2
- Aljaški zaliv – 1.533 milijonov km2
- Vzhodnokitajsko morje – 1.249 milijonov km2
- Mar de Grau – 1.14 milijonov km2
- Japonsko morje – 978.000 km2
- Solomonovo morje – 720.000 km2
- Bandsko morje – 695.000 km2
- Arafursko morje – 650.000 km2
- Timorsko morje – 610.000 km2
- Rumeno morje – 380.000 km2
- Javansko morje – 320.000 km2
- Tajski zaliv – 320.000 km2
- Carpentarijski zaliv – 300.000 km2
- Celebeško morje – 280.000 km2
- Sulujsko morje – 260.000 km2
- Bismarckovo morje – 250.400 km2
- Anadirski zaliv – 200.000 km2
- Moluško morje – 200.000 km2
- Kalifornijski zaliv – 160.000 km2
- Tonkinški zaliv – 126.250 km2
- Halmahera Sea – 95.000 km2
- Bohajsko morje – 78.000 km2
- Papuanski zaliv – 70.400 km2
- Korsko morje – 58.000 km2
- Balijsko morje – 45.000 km2
- Savujsko morje – 35.000 km2
- Notranje morje Seto – 23.203 km2
- Sališko morje - 18.000 km2
- Ceramsko morje – 12.000 km2

## Zgodovina

### Prazgodovina
Na celinah Azije, Avstralije in obeh Amerik se nad gladino Tihega oceana dviga več kot 25.000 velikih in majhnih otokov. Številni otoki so bili oklepi nekoč aktivnih vulkanov, ki so tisoče let mirovali. Blizu ekvatorja skozi velika območja modrega oceana je točka atolov, ki so jih oblikovale podvodne gore zaradi majhnih koralnih otokov, nanizanih v obroč v okolici osrednje lagune.

### Zgodnje migracije
Na Tihem oceanu so se v prazgodovini zgodile pomembne migracije ljudi. Sodobni ljudje so prvič dosegli zahodni Pacifik v paleolitiku, pred približno 60.000 do 70.000 leti. Izvirajo iz južne obalne migracije ljudi iz Afrike in so dosegli vzhodno Azijo, celinsko jugovzhodno Azijo, Filipine, Novo Gvinejo in nato Avstralijo tako, da so prečkali morje v dolžini najmanj 80 kilometrov med Sundalandom (biogeografska regija jugovzhodne Azije, ki ustreza večji kopenski masi, ki je bila izpostavljena v zadnjih 2,6 milijona let v obdobjih, ko je bila gladina morja nižja) in Sahulom. Ni z gotovostjo znano, kakšno stopnjo pomorske tehnologije so uporabljale te skupine – domneva se, da so uporabljali velike bambusove splave, ki so bili morda opremljeni z nekakšnim jadrom. Zmanjšanje ugodnih vetrov za prehod v Sahul po 58.000 pred sedanjostjo se ujema z datacijo poselitve Avstralije, brez poznejših selitev v prazgodovinskem obdobju. Pomorske sposobnosti predavstronezijskih prebivalcev otoške jugovzhodne Azije potrjuje naselbina Buka pred 32.000 in otok Manus pred 25.000 leti pred sedanjostjo. Vključena so potovanja, dolga 180 kilometrov oziroma 230 kilometrov.
Potomci teh selitev so danes vzhodnoazijska ljudstva, Negritosi, Melanezijci in avtohtoni Avstralci. Njihovo prebivalstvo v obmorski jugovzhodni Aziji, obalni Novi Gvineji in otoški Melaneziji se je pozneje poročalo s prihajajočimi avstronezijskimi naseljenci iz Tajvana in severnih Filipinov, pa tudi s prejšnjimi skupinami, povezanimi z avstroazijsko govorečimi ljudmi, kar je povzročilo sodobna ljudstva otoške jugovzhodne Azije in Oceanije.
Kasnejša migracija po morju je neolitska avstronezijska ekspanzija avstronezijskih ljudstev. Avstronezijci izvirajo z otoka Tajvan ok. 3000-1500 pr. n. št. Povezane so z značilnimi tehnologijami pomorskega jadranja (zlasti čolni s preveso, katamarani, čolni z zadrgo in trikotna jadra) – verjetno je bil postopni razvoj teh tehnologij povezan s poznejšimi koraki poselitve v bližnjo in oddaljeno Oceanijo. Od leta 2200 pred našim štetjem so Avstronezijci odpluli proti jugu, da bi naselili Filipine. Verjetno iz arhipelaga Bismarck so prečkali zahodni Pacifik, da bi leta 1500 pr. n. št. dosegli Marijanske otoke, pa tudi Palav in Yap leta 1000 pr. n. št. Bili so prvi ljudje, ki so dosegli oddaljeno Oceanijo, in prvi, ki so prečkali ogromne razdalje odprte vode. Prav tako so se nadaljevali s širjenjem proti jugu in naselili preostanek obmorske jugovzhodne Azije, dosegli Indonezijo in Malezijo do 1500 pr. n. št., ter naprej proti zahodu do Madagaskarja in Komorov v Indijskem oceanu okoli 500 n. št. Pred kratkim se domneva, da so se Avstronezijci razširili že prej in da so na Filipine prispeli že leta 7000 pr. n. št. Dodatne zgodnejše selitve v otoško jugovzhodno Azijo, povezane z govorci avstroazijskega jezika iz celinske jugovzhodne Azije, naj bi se zgodile že leta 15000 pr. n. št.
Okoli leta 1300 do 1200 pred našim štetjem je veja avstronezijskih migracij, znana kot kultura Lapita, dosegla Bismarckov arhipelag, Salomonovo otočje, Vanuatu, Fidži in Novo Kaledonijo. Od tam so med 900 in 800 pr. n. št. naselili Tongo in Samoo. Nekateri so se tudi vrnili proti severu leta 200 pr. n. št., da bi naselili otoke vzhodne Mikronezije (vključno Karolinško otočje, Marshallovo otočje in Kiribati), pri čemer so se pomešali s prejšnjimi avstronezijskimi migracijami v regiji. To je ostal najdaljši obseg avstronezijske ekspanzije v Polinezijo do okoli leta 700 n. št., ko je prišlo do novega porasta raziskovanja otokov. Dosegli so Cookove otoke, Tahiti in Markizovo otočje do leta 700 n. Havaji do 900 n. št.; Rapa Nui do 1000 n. št.; in končno Nova Zelandija do leta 1200 n. št.Avstronezijci so morda prišli tudi do Amerike, čeprav dokazi za to ostajajo neprepričljivi.

### Evropska raziskovanja
Prvi stik evropskih pomorščakov z zahodnim robom Tihega oceana so leta 1512 vzpostavile portugalske odprave Antónia de Abreuja in Francisca Serrãoja prek Malih Sundskih otokov do Molukov in z odpravo Jorgeja Álvaresa na južno Kitajsko leta 1513, obe je naročil Afonso de Albuquerque iz Malake.
Na vzhodno stran oceana je naletel španski raziskovalec Vasco Núñez de Balboa leta 1513, potem ko je njegova ekspedicija prečkala Panamsko ožino in dosegla nov ocean. Poimenoval ga je Mar del Sur (dobesedno »Južno morje«), ker je bil ocean južno od obale ožine, kjer je prvič opazoval Pacifik.
Leta 1520 je pomorščak Ferdinand Magellan s svojo posadko v pisani zgodovini prvi prečkal Pacifik. Bili so del španske odprave na Začimbne otoke, ki je na koncu privedla do prvega obhoda Zemlje. Magellan je ocean poimenoval Pacífico (ali »Pacifik«, kar pomeni »miren«), ker je odprava po plovbi skozi razburkano morje ob rtu Horn našla mirne vode. Ocean so v njegovo čast do 18. stoletja pogosto imenovali Magellanovo morje. Magellan se je ustavil na enem od nenaseljenih pacifiških otokov, preden se je marca 1521 ustavil na Guamu. Čeprav je Magellan sam umrl na Filipinih leta 1521, je španski pomorščak Juan Sebastián Elcano vodil ostanke odprave nazaj v Španijo čez Indijski ocean in okrog Rta dobrega upanja, s čimer je leta 1522 zaključil prvo obkroženje Zemlje. Ob plovbi okoli in vzhodno od Molukov so med letoma 1525 in 1527 portugalske ekspedicije naletele na Karolinske otoke, otoke Aru in Papuo Novo Gvinejo. V letih 1542–43 so Portugalci dosegli tudi Japonsko.
Leta 1564 je pet španskih ladij s 379 vojaki prečkalo ocean od Mehike pod vodstvom Miguela Lópeza de Legazpija in koloniziralo Filipine in Marijanske otoke. Preostanek 16. stoletja je Španija ohranila vojaški in trgovski nadzor z ladjami, ki so plule iz Mehike in Peruja preko Tihega oceana do Filipinov prek Guama in ustanovile špansko Vzhodno Indijo. Manilski galeoni so delovali dve stoletji in pol ter povezovali Manilo in Acapulco na eni najdaljših trgovskih poti v zgodovini. Španske odprave so prispele tudi na Tuvalu, Markizovo otočje, Cookove otoke, Salomonove otoke in Admiralske otoke v južnem Tihem oceanu.
Kasneje, v iskanju Terra Australis ("[velika] južna dežela"), so španski raziskovalci v 17. stoletju, kot je bila ekspedicija, ki jo je vodil portugalski pomorščak Pedro Fernandes de Queirós, prispeli do  Pitcairnov otok in Vanuatu ter odpluli Torresov preliv med Avstralijo in Novo Gvinejo, poimenovan po pomorščaku Luísu Vazu de Torresu. Nizozemski raziskovalci, ki so pluli okoli južne Afrike, so se tudi ukvarjali z raziskovanjem in trgovino; Willem Janszoon je izvedel prvo popolnoma dokumentirano evropsko izkrcanje v Avstraliji (1606), na polotoku Cape York, in Abel Janszoon Tasman je obkrožil in pristal na delih avstralske celinske obale ter prispel na Tasmanijo in Novo Zelandijo leta 1642.
V 16. in 17. stoletju je Španija imela Tihi ocean za mare clausum – morje, zaprto za druge pomorske sile. Kot edini znani vhod iz Atlantika so Magellanov preliv včasih nadzorovale flote, ki so bile poslane, da preprečijo vstop nešpanskim ladjam. Na zahodni strani Tihega oceana so Nizozemci ogrožali španske Filipine.
18. stoletje je zaznamovalo začetek velikega raziskovanja Rusov na Aljaski in Aleutih, kot sta Prva odprava na Kamčatko in Velika severna odprava, ki ju je vodil dansko ruski mornariški častnik Vitus Bering. Španija je prav tako poslala odprave na severozahod Tihega oceana, ki so dosegle otok Vancouver v južni Kanadi in Aljasko. Francozi so raziskovali in kolonizirali Polinezijo, Britanci pa so opravili tri potovanja z Jamesom Cookom v južni Pacifik in Avstralijo, Havaje in severnoameriški pacifiški severozahod. Leta 1768 je Pierre-Antoine Véron, mladi astronom, ki je spremljal Louisa Antoina de Bougainvilla na njegovem raziskovalnem potovanju, prvič v zgodovini z natančnostjo določil širino Pacifika.] Eno najzgodnejših znanstvenih raziskovanj je organizirala Španija v odpravi Malaspina v letih 1789–1794. Objadrali so velika območja Tihega oceana, od rta Horn do Aljaske, Guama in Filipinov, Nove Zelandije, Avstralije in južnega Pacifika.
- Zemljevid Dioga Ribeira, izdelan leta 1529, je bil prvi, ki je prikazal Pacifik približno v pravi velikosti
- Zemljevid Tihega oceana med evropskim raziskovanjem, okrog leta 1754.
- Maris Pacifici Orteliusa (1589). Eden prvih tiskanih zemljevidov, ki prikazuje Tihi ocean[33]
- Zemljevid Tihega oceana med evropskim raziskovanjem, približno 1702–1707

### Novi Imperializem
Naraščajoči imperializem v 19. stoletju je povzročil okupacijo večjega dela Oceanije s strani evropskih sil, kasneje pa Japonske in Združenih držav. Pomemben prispevek k oceanografskemu znanju so prispevala potovanja ladje HMS Beagle v 1830-ih s Charlesom Darwinom na krovu; HMS Challenger v 1870-ih; USS Tuscarora (1873–76); in nemška Gazela (1874–76).
V Oceaniji je Francija pridobila vodilni položaj imperialne sile, potem ko je Tahiti in Novo Kaledonijo leta 1842 oziroma 1853 postavila za protektorata. Po obisku mornarice na Velikonočnem otoku leta 1875 in 1887 se je čilski mornariški častnik Policarpo Toro leta 1888 pogajal o vključitvi otoka v Čile z domorodnimi Rapanui. Z zasedbo Velikonočnega otoka se je Čile pridružil imperialnim državam.(str.53)   Do leta 1900 skoraj so bili vsi Pacifiški otoki pod nadzorom Britanije, Francije, Združenih držav Amerike, Nemčije, Japonske in Čila.
Čeprav so ZDA leta 1898 od Španije pridobile nadzor nad Guamom in Filipini, je Japonska do leta 1914 nadzorovala večino zahodnega Pacifika in med vojno v Tihem oceanu zasedla številne druge otoke; vendar je bila do konca te vojne Japonska poražena in ameriška pacifiška flota je bila dejansko gospodar oceana. Severni Marijanski otoki pod japonsko oblastjo so prišli pod nadzor Združenih držav. Od konca druge svetovne vojne so številne nekdanje kolonije v Tihem oceanu postale neodvisne države.